# Otiophora spirospicata
Otiophora spirospicata är en måreväxtart som beskrevs av Ronald D'Oyley Good. Otiophora spirospicata ingår i släktet Otiophora och familjen måreväxter. Inga underarter finns listade i Catalogue of Life.